# Tangara
Tangara este un gen mare de păsări din familia tangarelor. Include 28 de specii. Toate sunt din Neotropice⁠(d) și, deși majoritatea sunt destul de răspândite, unele au distribuții mici și sunt amenințate. Acestea sunt destul de mici, având dimensiuni cuprinse între 11,5-15 centimetri. Acest gen include unele dintre cele mai spectaculoase păsări colorate din lume.

## Taxonomie
Genul Tangara a fost introdus de zoologul francez Mathurin Jacques Brisson⁠(d) în 1760, specia tip fiind tangara paradisului (Tangara chilensis). Numele înseamnă „dansatoare” în limba dispărută tupi.
Genul a inclus anterior specii suplimentare. Un studiu filogenetic molecular publicat în 2014 a constatat că mulți dintre membrii genului Thraupis erau încadrați în Tangara. În cadrul reorganizării pentru a crea genuri monofiletice, în loc să fuzioneze Thraupis în Tangara pentru a crea un gen neobișnuit de mare cu aproximativ 58 de specii, taxonomiștii au ales să împartă speciile din Tangara în alte patru genuri.
În prezent genul conține 28 de specii:
- Tangara vassorii – tangara albastru și negru
- Tangara nigroviridis
- Tangara dowii
- Tangara fucosa
- Tangara cyanotis
- Tangara rufigenis
- Tangara labradorides
- Tangara gyrola
- Tangara lavinia
- Tangara chrysotis
- Tangara xanthocephala
- Tangara parzudakii – tangara cu față roșie
- Tangara johannae
- Tangara schrankii
- Tangara arthus – tangara aurie
- Tangara florida
- Tangara icterocephala
- Tangara fastuosa
- Tangara seledon – tangara cu cap verde
- Tangara cyanocephala
- Tangara desmaresti
- Tangara cyanoventris
- Tangara inornata
- Tangara mexicana
- Tangara brasiliensis – tangara cu burtă albă
- Tangara chilensis – tangara paradisului
- Tangara callophrys
- Tangara velia

## Galerie

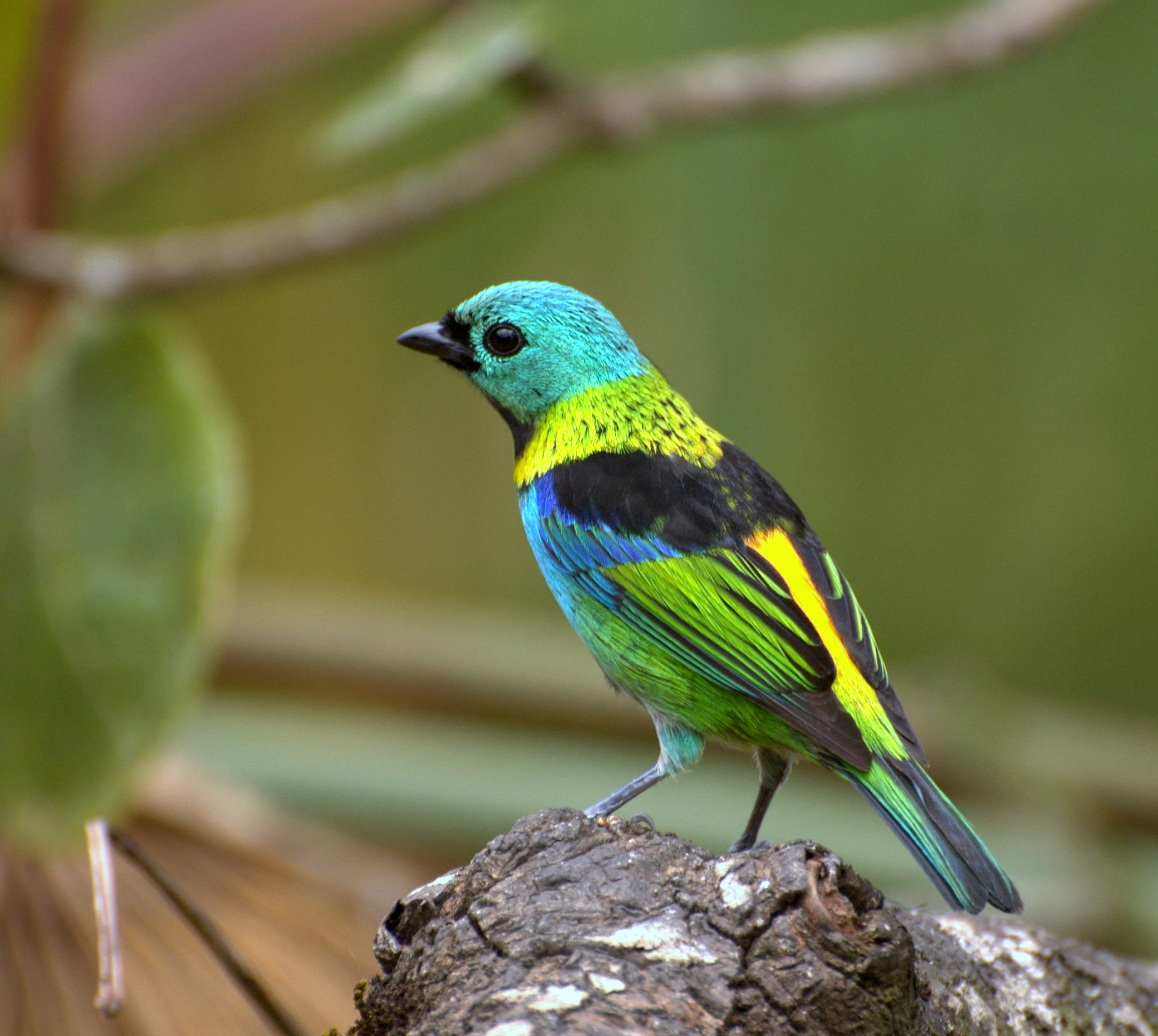
Tangara seledon
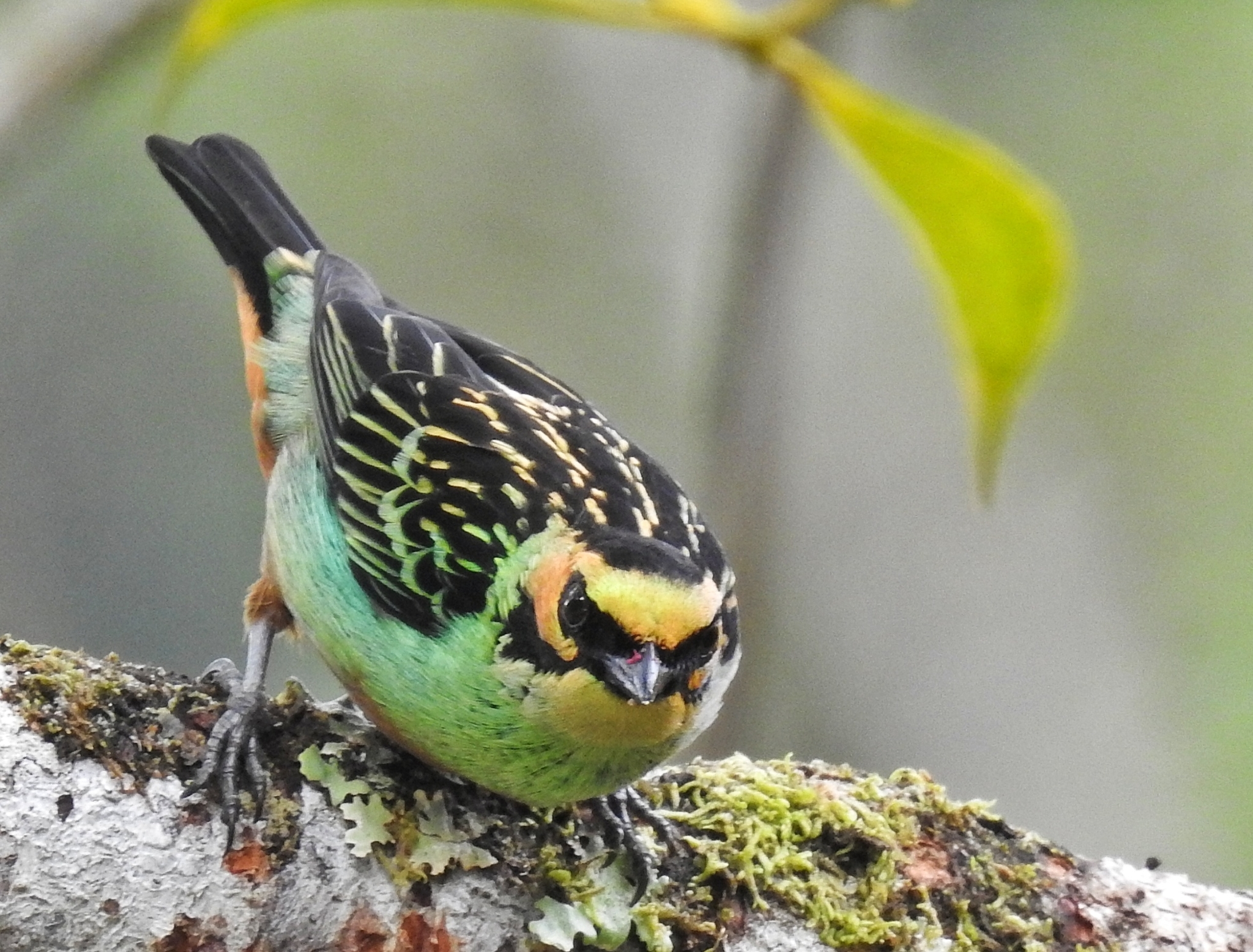
Tangara chrysotis
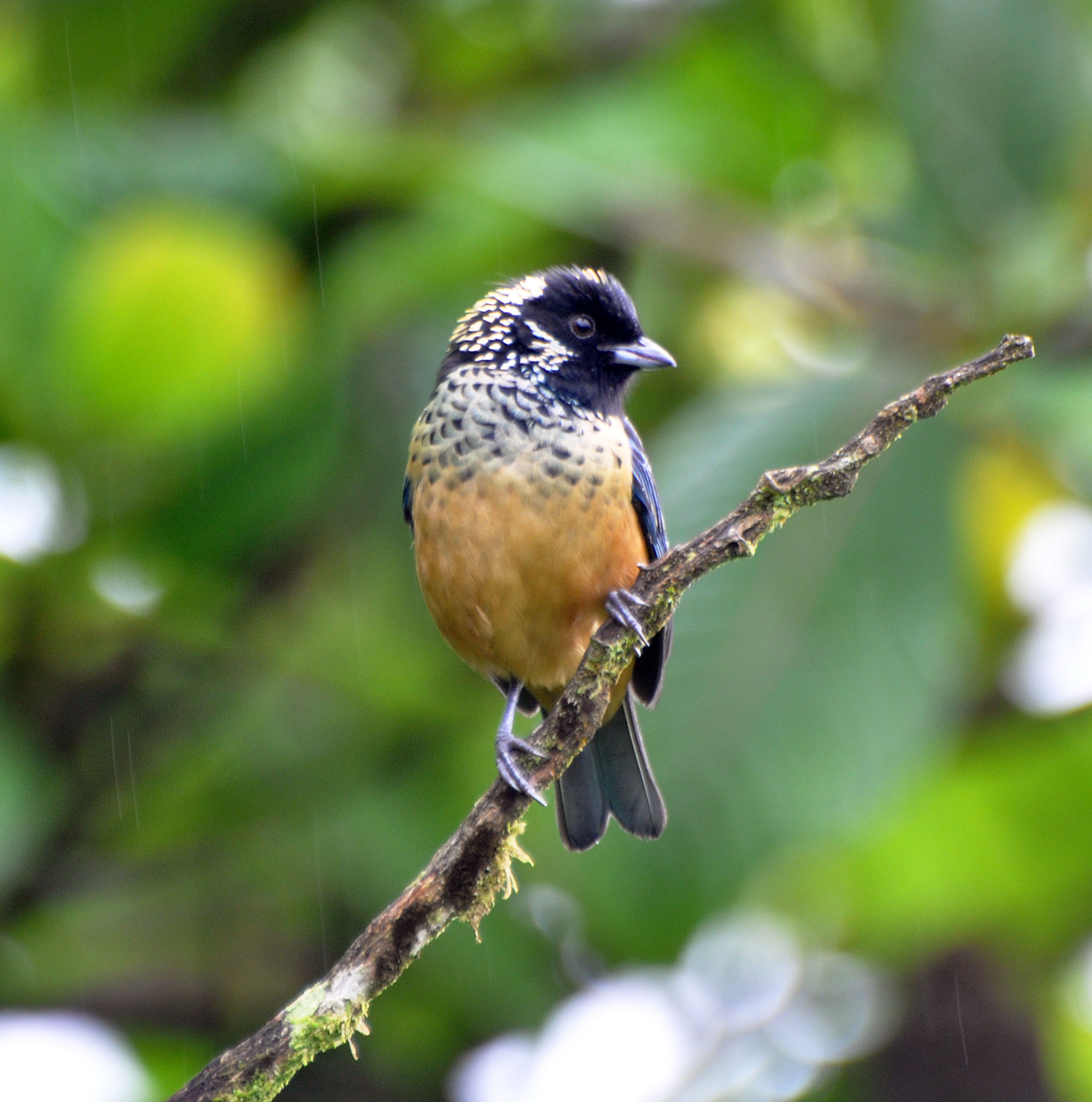
Tangara dowii
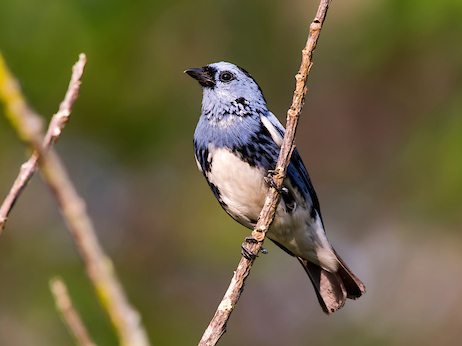
Tangara brasiliensis
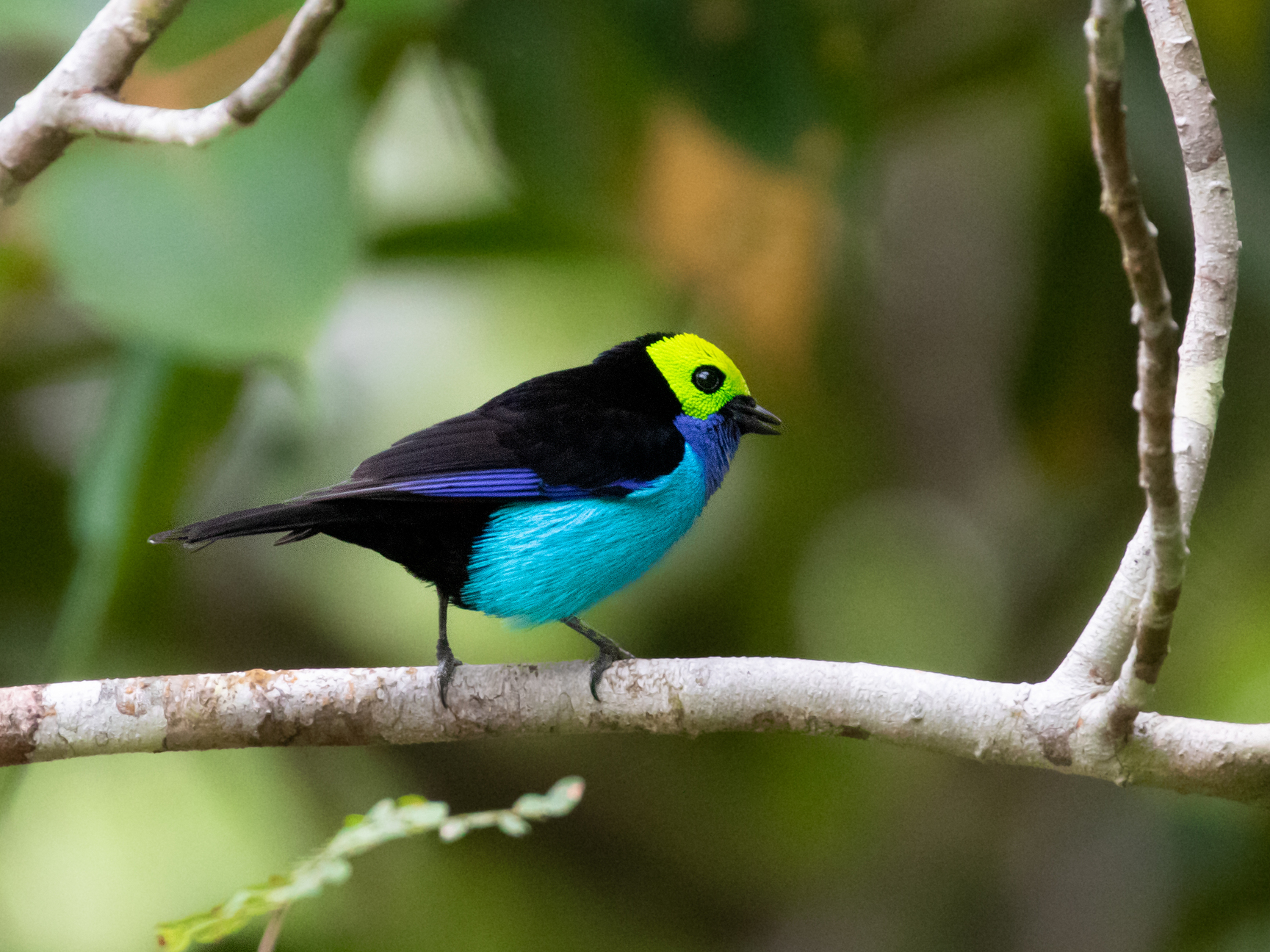
Tangara chilensis
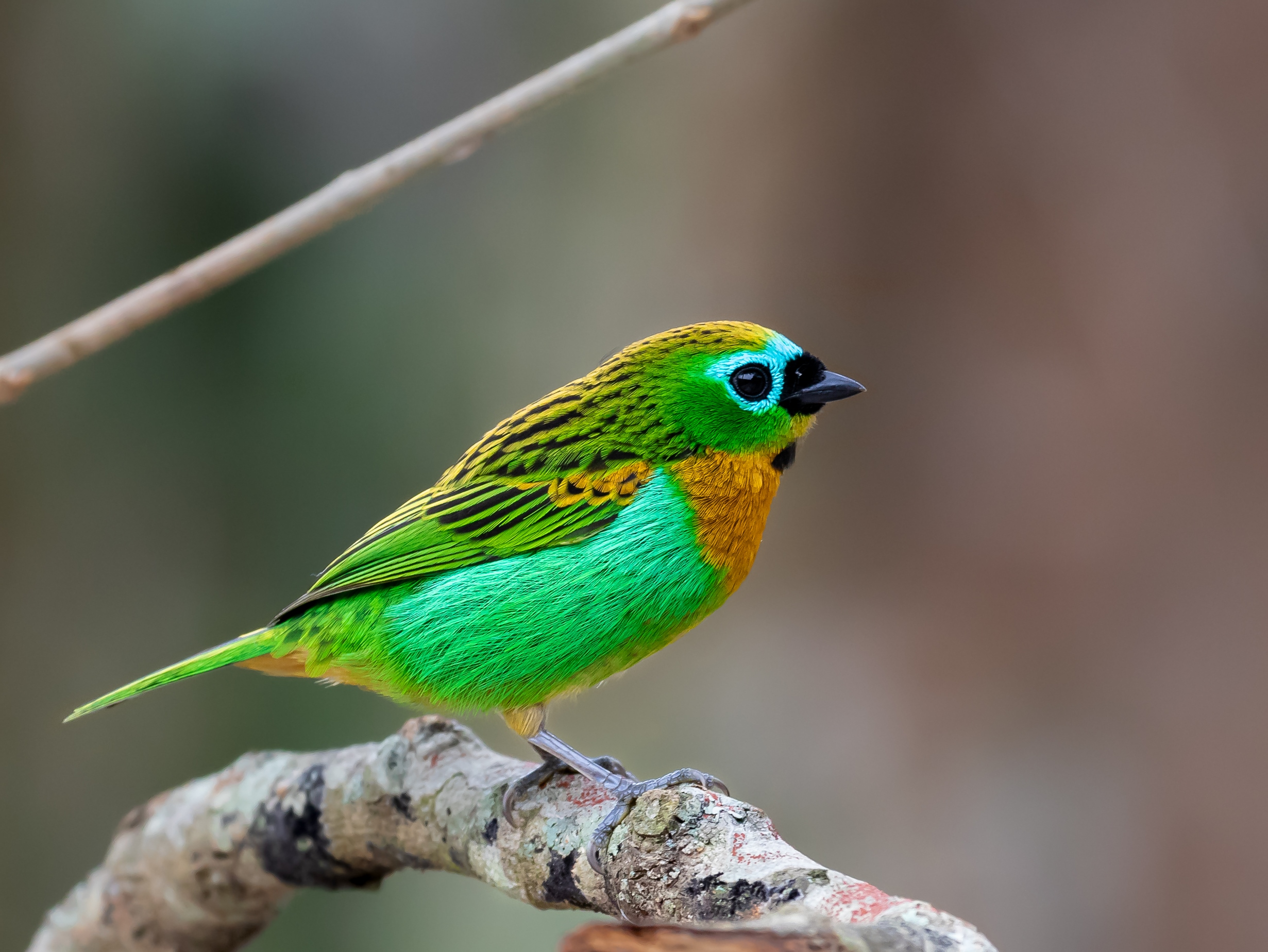
Tangara desmaresti
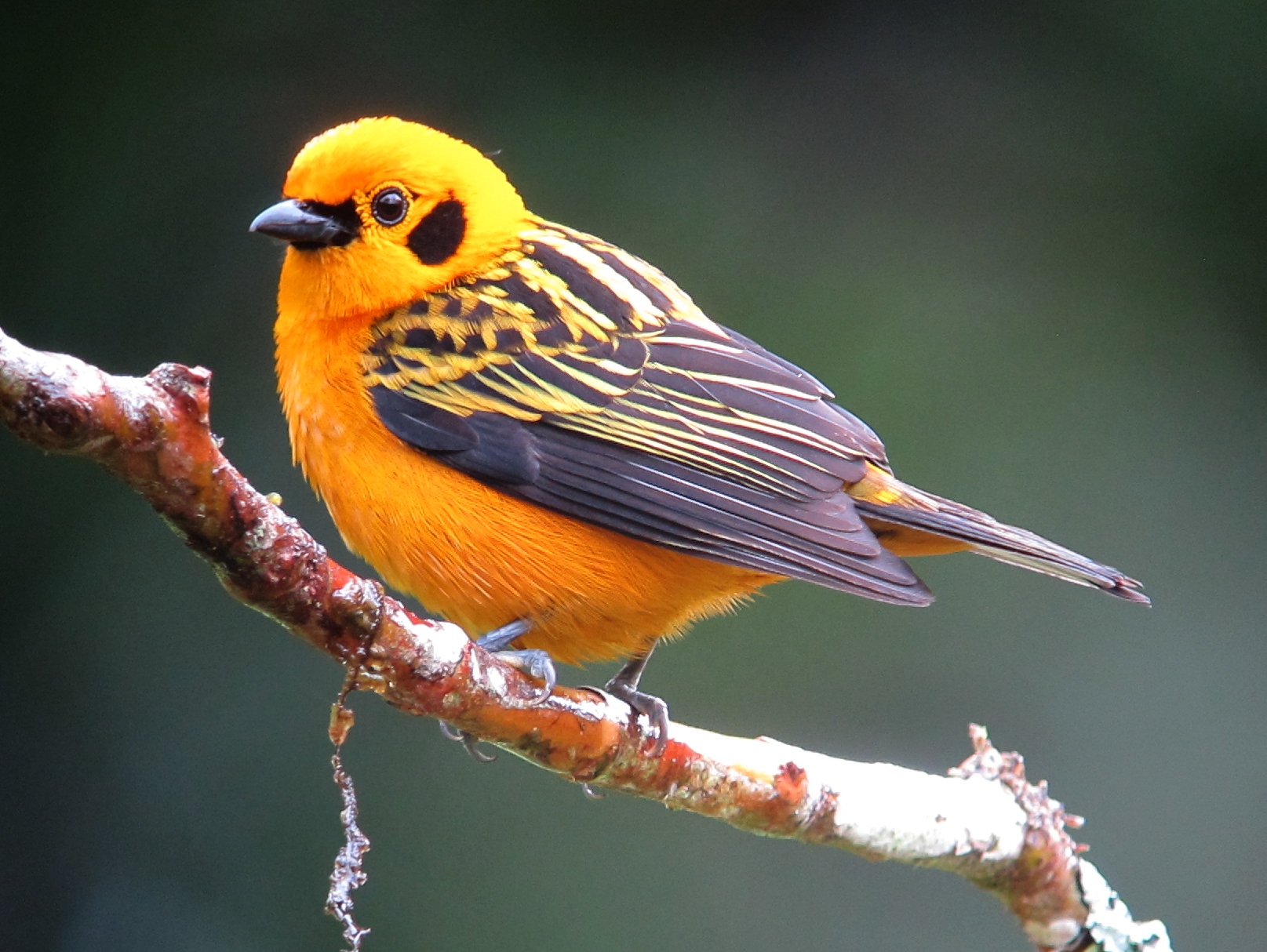
Tangara arthus
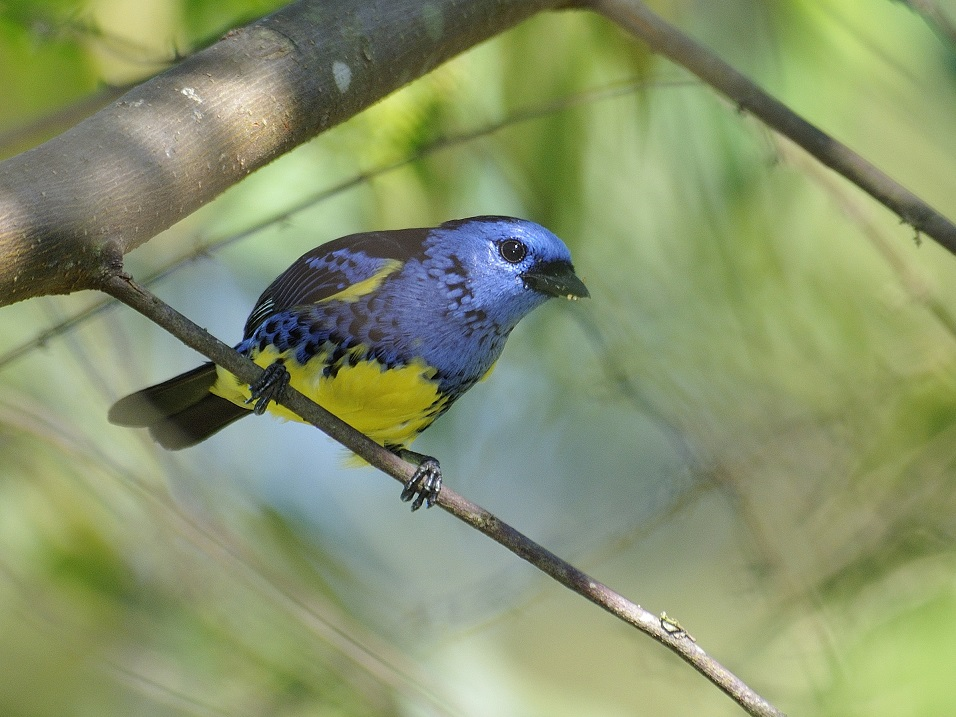
Tangara mexicana
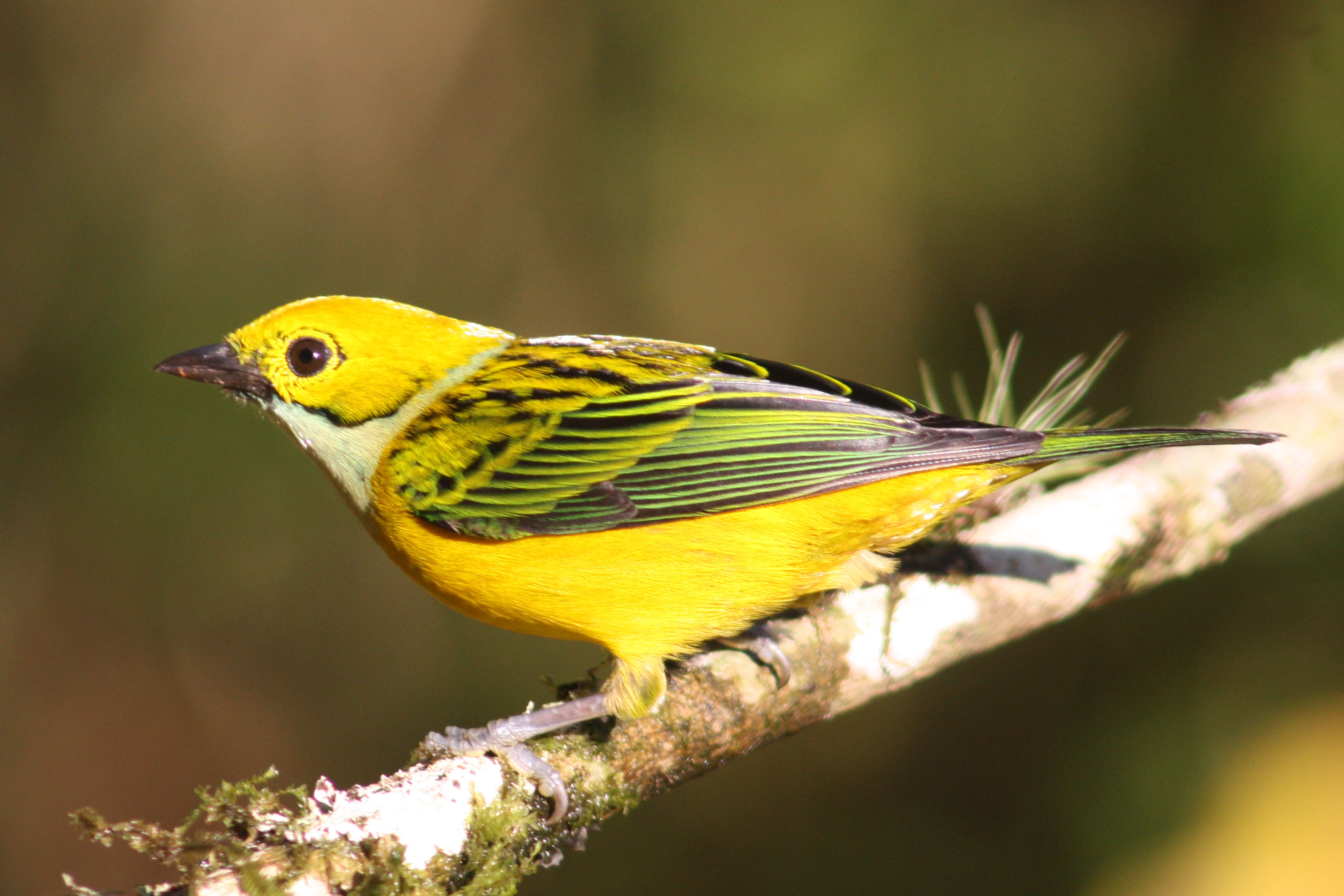
Tangara icterocephala